# Brandkreekpolder
Brandkreekpolder är en polder i Belgien.   Den ligger i provinsen Östflandern och regionen Flandern, i den nordvästra delen av landet, 70 km nordväst om huvudstaden Bryssel.
Trakten runt Brandkreekpolder består till största delen av jordbruksmark. Runt Brandkreekpolder är det ganska tätbefolkat, med 166 invånare per kvadratkilometer.